# 浅草ビューホテル
浅草ビューホテル（あさくさビューホテル、Asakusa View Hotel）は、東京都台東区西浅草にある高層ホテルである。ヒューリックホテルマネジメント株式会社（旧日本ビューホテル株式会社）が運営、同ホテルグループの旗艦ホテルである。 

## 概要
1985年（昭和60年）9月に、国際通り沿いの浅草国際劇場跡地に開業した、地上28階地下3階建てのホテル。駐車場は地下にある。タワー部は国際通りから約20度ずらして、隅田川とほぼ平行になるよう建てられており、南東側の客室からは隅田川の花火が一望できる。客室壁面には小窓が設けてあり、隅田川の花火以外に、三社祭の活気、浅草寺の除夜の鐘の生の音を楽しむことが出来る。特に東京スカイツリーを眺めることのできる27階東側のレストランでは、｢世界一の夜景｣をPRしている。伝統とモダンをミックスした下町浅草で、宿泊、ウェディング、レストラン、宴会、法宴などもでき、ショップや温水プールもあるホテルである。東京スカイツリーフレンドシップホテルに登録されており、スカイツリー入場券の購入など、優待が受けられる。
2020年春開業予定であった「浅草ビューホテル アネックス 六区」（台東区浅草2丁目9番10号）は、新型コロナウイルス感染症の影響で開業が延期されていたが、2023年3月18日グランドオープン。

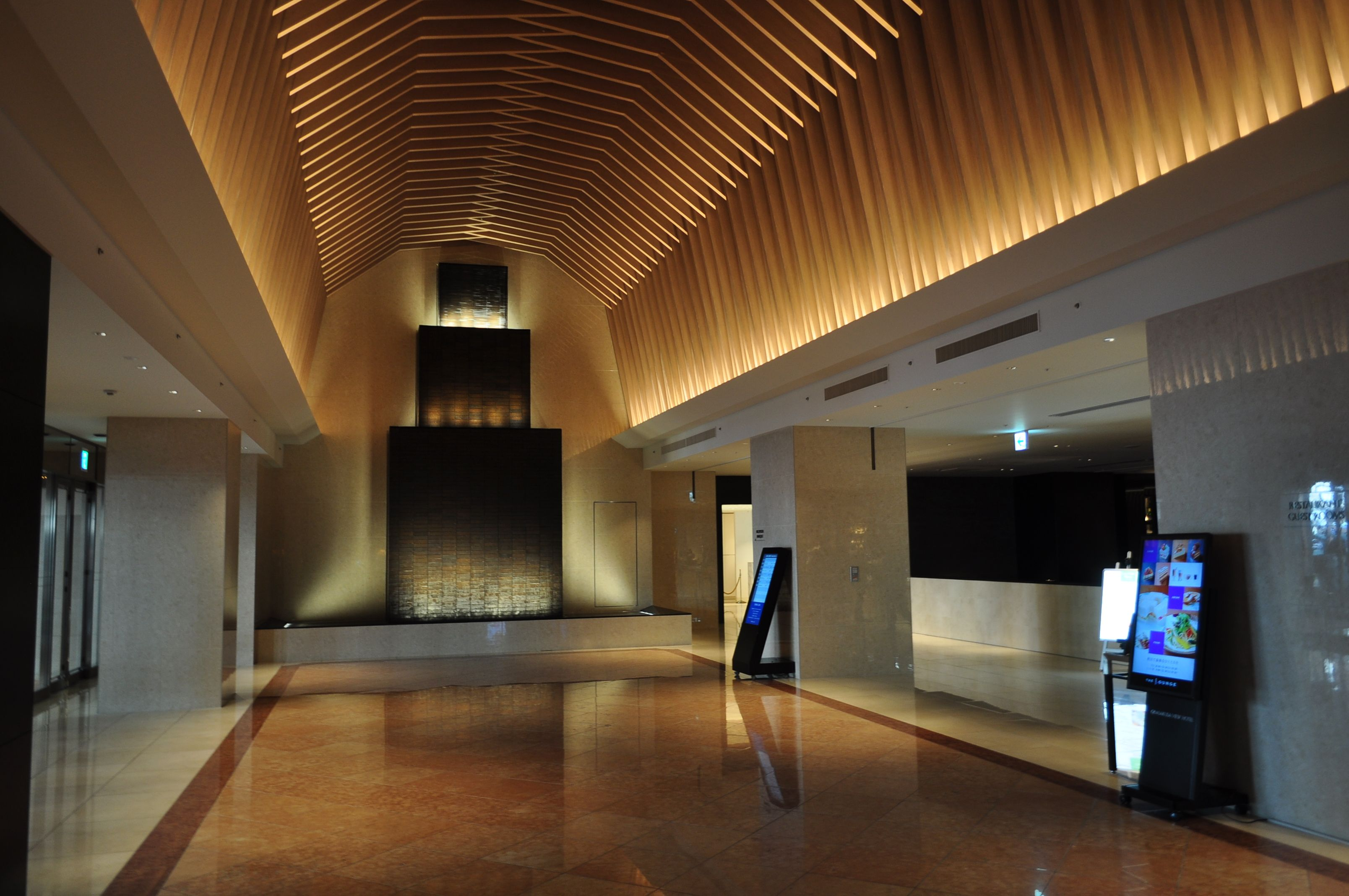
エントランス（2018年2月26日撮影）
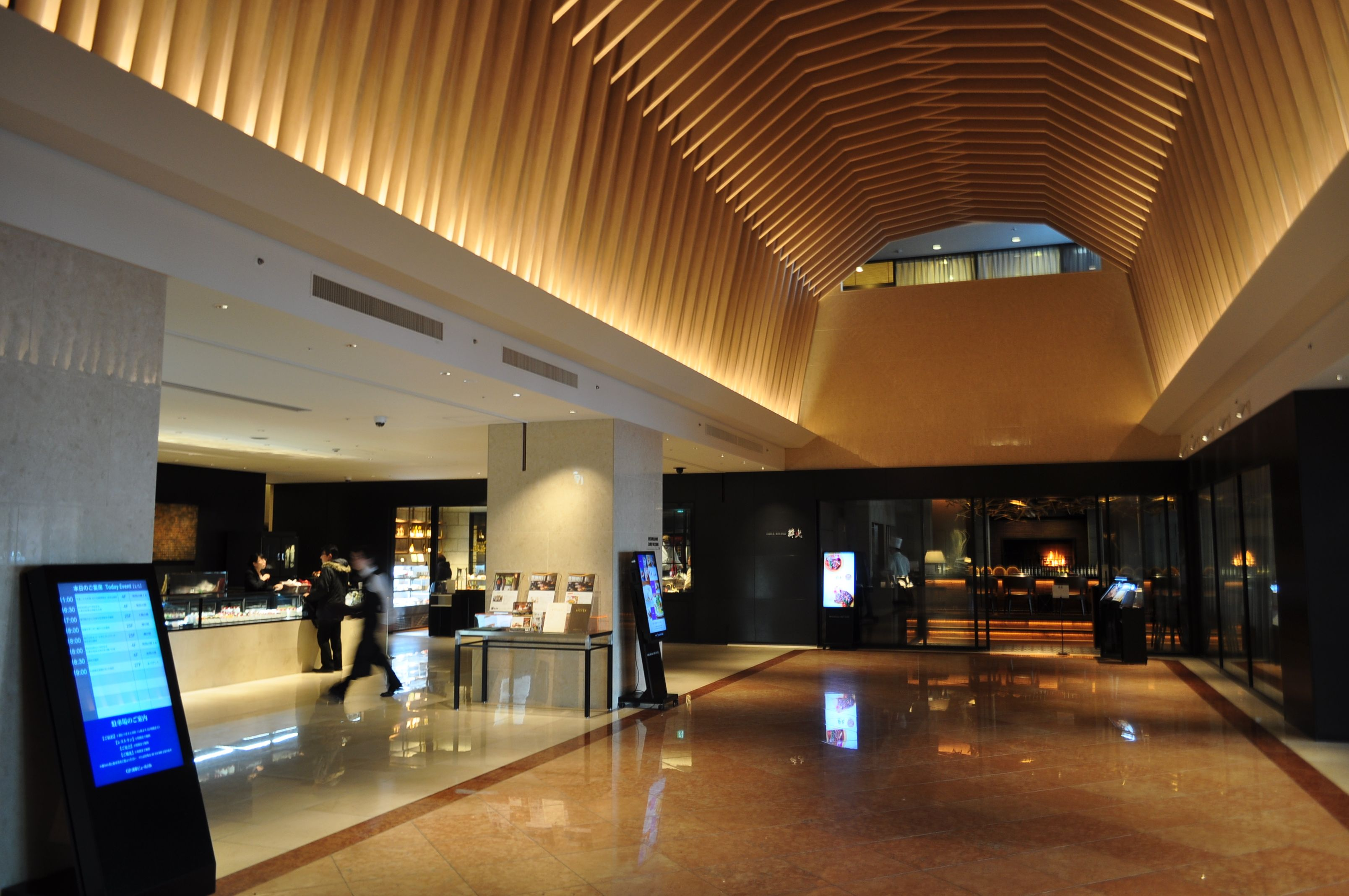
ロビー（2018年2月26日撮影）

## 問題
2025年4月17日、浅草ビューホテルなど都内の大手ホテルを運営する15社が「Front　Reservation会」と呼ばれる会合にて客室単価などの内部情報を共有していたことがわかり、公正取引委員会が独占禁止法違反（不当な取引制限）の疑いで警告を出す方針を固めたことがわかった。

## 交通
- 鉄道
  - つくばエクスプレス線浅草駅直結
  - 東京メトロ銀座線田原町駅より徒歩7分
  - 東武伊勢崎線浅草駅より徒歩10分
  - 都営地下鉄浅草線浅草駅より徒歩10分
  - 東京メトロ日比谷線入谷駅より徒歩12分
  - JR上野駅よりタクシー5分
- バス
  - 都営バス：上46系統・草41系統・草43系統・草63系統「浅草公園六区」
  - 台東区循環バスめぐりん：東西めぐりん「つくばエクスプレス浅草駅」
  - 東武バスセントラル（スカイツリーシャトル）上野駅公園口より東京スカイツリー方面「浅草ビューホテル」
  - 東京空港交通：成田空港から錦糸町・浅草方面「浅草ビューホテル」
  - 東京空港交通：羽田空港から錦糸町・浅草方面「浅草ビューホテル」 - 2012年5月16日運行開始